# قسم القطين (إب)

تعديل مصدري - تعديل

قسم القطين محلة تابعة لقرية اليهاري، التابعة لعزلة الروس بمديرية إب إحدى مديريات محافظة إب في الجمهورية اليمنية.، بلغ تعداد سكانها 132 حسب تعداد اليمن لعام 2004.